# Дей, Фред Холланд
Фред Холланд Дей (англ.  Fred Holland Day; 8 июля 1864, Бостон, по другим данным Дедем, Массачусетс, впоследствии вошел в состав Норвуда — 12 ноября 1933, Дедем, Массачусетс) — американский фотограф-пикториалист, филантроп.

## Биография
Сын торговца, прожил в финансовой независимости. При этом его жизнь была омрачена проигранным соперничеством с Альфредом Стиглицем. Его гомосексуальные наклонности также не обещали в тогдашней Америке ни престижа, ни уважения.

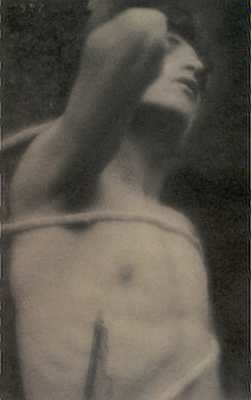
Ф. Х. Дей. Святой Себастьян, 1906

Среди бедных и нищих детей, которым он щедро покровительствовал, оказался Халиль Джебран, впоследствии прославленный поэт.
Дей был одним из основателей частного издательства Копланд и Дей, которое в 1893—1899 выпустило в свет драму О.Уайльда Саломея с иллюстрациями О.Бердслея, Жёлтую книгу с его же иллюстрациями, сборник стихов С.Крейна Черные всадники и другие яркие книги, не пользовавшиеся, однако, сколько-нибудь широким спросом.

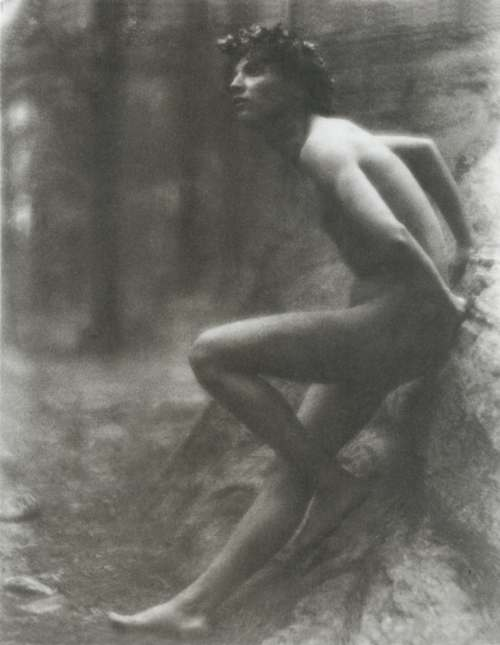
Ф. Х. Дей. Юноша на скале, 1907

В конце 1890-х годов Дей стал активно развивать в фотографии религиозную тему, на фотоснимках ставя себя на место Спасителя (серия Семь последних слов Христа).
Кульминацией карьеры Дея-фотографа стала организация в 1900 представительной выставки Королевского фотографического общества. Из 375 работ 42 фотографов 103 принадлежали самому Дею.
Путь Дея-фотографа завершился с российской революцией: при работе он использовал платиновую печать, позволявшую получать снимки очень высокого качества, но после 1916 Россия, контролировавшая тогда 90 % мирового рынка платины, прекратила ею торговать, используя платину исключительно в военных целях. С тех пор Дей утратил интерес к фотографии.

## Прижизненная и посмертная судьба
При жизни Дей потерял популярность из-за потери интереса публики к пикториалистской и символически-аллегорической фотографии, его затмил А.Стиглиц и расцвет художественного авангарда. Кроме того, две тысячи его негативов и отпечатков погибли при пожаре в 1904. Наконец, его подкосил технический крах — исчезновение платины из свободной торговли.
Однако в 1990-х — 2000-х годах, со значительным изменением сексуальной морали и художественных вкусов, его престиж необыкновенно вырос, и сегодня он — один из крупнейших мастеров художественной фотографии в Америке. В его доме в Норвуде (Массачусетс) открыт музей.

## Тексты
- F. Holland Day: selected texts and bibliography/ Verna Posever Curtis, ed. New York: Hall, 1995.